# Sorin Cerin
Sorin Cerin (nom de plume de Sorin Hodorogea, né le 25 novembre 1963 à Baia Mare (Roumanie)) est un philosophe, poète, logicien et essayiste roumain, d'origine balkanique et grecque. Représentant du courant existentialiste qu'il reconfigure au niveau du temps présent, devenant celui qui poursuit le mouvement existentialiste au XXIe siècle, quand on pensait que l'existentialisme était épuisé,,,,,,,,.
Sorin Cerin est l'auteur de son propre système philosophique appelé Coaxialisme,,,,. Il est lauréat de plusieurs distinctions décernées par la Société des poètes français, comme le prix Jacques Prévert en 2023,,,.

## Biographie

### Jeunesse et formation
Sorin Cerin est né Sorin Hodorogea le 25 novembre 1963 à Baia Mare en Roumanie,  étant d'origine grecque de son père. Fils de Rodica Hodorogea née Pintea, fille du prêtre Iuliu Pintea. Le nom Hodorogea reçu à la naissance appartenait à son beau-père. Plus tard en 1987, il le changera en Cerin.
Il a passé les premières années de son enfance chez ses grands-parents, dans le village de Silindru, comté de Bihor, où son grand-père était prêtre.

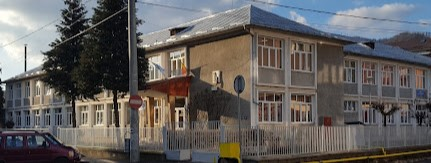
L'ancienne école primaire n°6 de Baia Mare

Plus tard le grand-père de Sorin Cerin s’établit dans la paroisse du village de Săuca, situé dans le comté de Satu Mare. Dans ce village, Sorin Cerin a terminé sa première année d’enseignement primaire. Par la suite, il a effectué le reste de sa scolarité à Baia Mare, où il a suivi ses études primaires et secondaires, obtenant son diplôme en 1983, année à laquelle il a quitté la ville pour poursuivre des études universitaires à Bucarest ,.
Dans son enfance, Sorin Hodorogea nourrissait une passion pour l’aéromodélisme, discipline dans laquelle il s’est distingué en remportant plusieurs prix ,,.

### Vie et carrière
Au début, le nom Cerin était un pseudonyme littéraire, qu’il a officiellement adopté en 1987 après son mariage avec sa première épouse, dont il a divorcé peu de temps après,.
Après avoir été rédacteur dans un journal roumain, il choisit la voie de l’exil et se réfugie aux États-Unis, où il réside dans des villes comme New York, Dallas ou Las Vegas .
Après quelques années passées en Amérique, il part pour l’Australie, où il travaille comme correspondant de presse internationale ,,.
En 2000, il revient en Europe et abandonne définitivement le journalisme pour se consacrer entièrement à l’écriture. La même année, il se remarie avec Dana Cristina Gorincioiu, qui traduit une grande partie de son œuvre poétique, aphoristique et philosophique en anglais,,, .

### Débuts
Il a fait ses débuts en 1987 avec le poème intitulé Marine (Marină), dans l'Almanach BTT 1987, où il a signé sous le pseudonyme de Sorin Mara Angel. Durant cette période, plusieurs compositeurs ont mis en musique ses textes. Parmi eux figurent Vasile Veselovski ou encore Elly Roman,.
Sorin Cerin a fait ses débuts éditoriaux, à la maison d'édition Paco à Bucarest en 2003,.
Il a collaboré pendant plusieurs années avec cette maison d’édition, où il a publié de nombreux ouvrages représentant une part importante de son œuvre philosophique, logique, poétique et sapientielle — cette dernière étant illustrée par des volumes d’aphorismes qui constitueront la future Collection de la Sagesse.
Plus précisément, les dernières publications de Sorin Cerin chez Paco remontent à 2015, année où cinq nouveaux volumes de sa poésie philosophique ont été publiés par une autre maison d’édition : eLiteratura, à Bucarest.

### Collection de sagesse

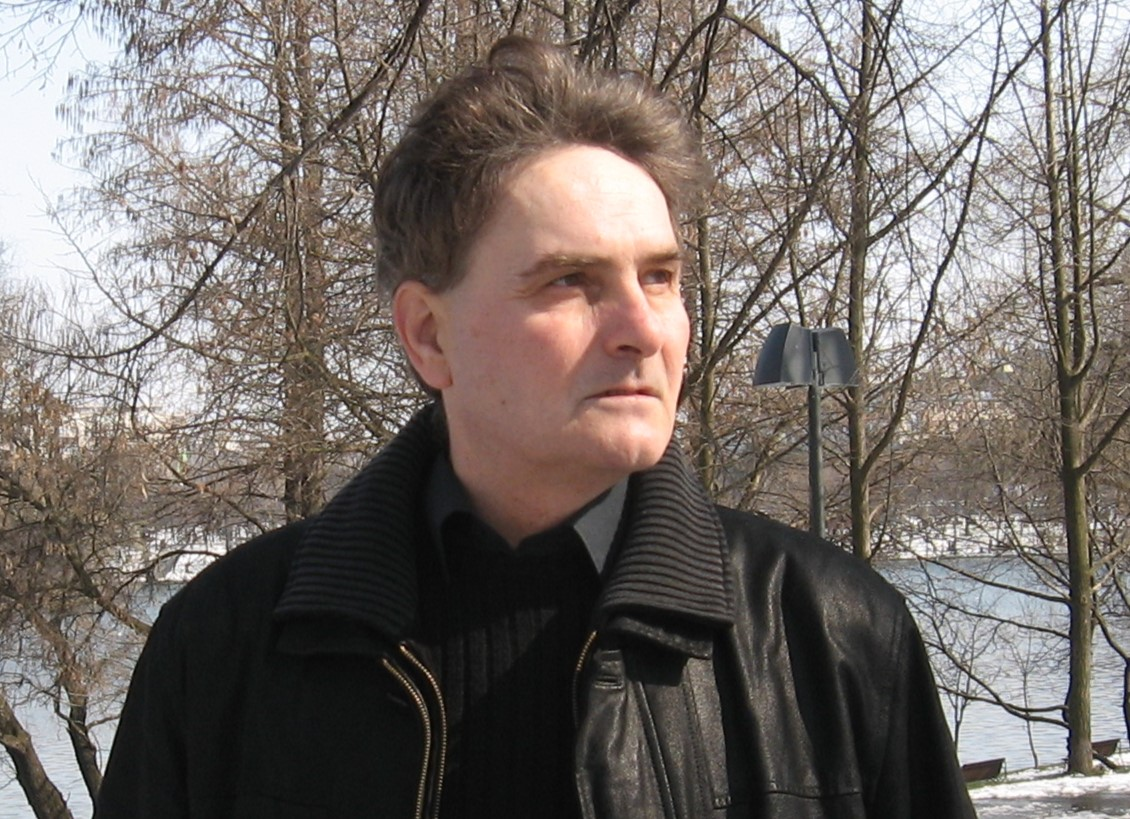
Sorin Cerin en 2010

En 2009, Sorin Cerin a publié, aux éditions Eminescu à Bucarest, le premier volume de sa Collection de la Sagesse composée de six volumes d'aphorismes. Au fil des années, cette collection a été enrichie pour atteindre un total de 22 volumes d'aphorismes,.
Des extraits de la Collection de la Sagesse ont été publiés en plusieurs épisodes, répartis sur plusieurs années, dans la revue Destins littéraires (Destine literare), parue en Amérique du Nord. Le premier épisode a été publié dans le numéro 8 du magazine, en décembre 2009, accompagné d'une évaluation critique signée par  Gheorghe Vladutescu,.
La parution de la première édition de la Collection de la Sagesse a également été annoncée dans le Dictionnaire des écrivains roumains d’aujourd’hui (Dicționarul Scriitorilor Români de Azi) .
Sorin Cerin a été sélectionné parmi les 20 auteurs représentés dans l’Anthologie de l’aphorisme roumain contemporain (Antologia dell’aforisma romeno contemporaneo), parue à Turin, en Italie, sous les auspices de l'Académie de Roumanie à Rome et de l’Association italienne de l'aphorisme,,,,.
Des aphorismes de Sorin Cerin, de la Collection de sagesse, ont également été traduits en bulgare, et réunis, dans une anthologie d'aphorismes, dédiée à son œuvre de sagesse,, intitulée, Anthologie de la Sagesse : Aphorismes (Extraits), avec une introduction d’Eleazar Harash. L’ouvrage a été  publié par la maison d'édition Светёт на книгите (Sveta na Knigitte), à Varna, Bulgarie,,,.
En 2023, le livre intitulé : Collection de sagesse, Volume I, Aphorismes philosophiques 1 - 6203 a été publié  en français . Les aphorismes de la Collection de sagesse sont publiés par Ouest-France.

### Événements marquants
Il est mentionné  dans l’ouvrage de référence intitulé:  Un dictionnaire des écrivains roumains contemporains, Opéra Omnia, Tome IV, (Un Dicționar al Scriitorilor Români Contemporani, Opera Omnia, Volumul IV) qui rassemble des notices critiques consacrées aux auteurs  de la littérature roumaine contemporaine .
En outre, il a été sélectionné pour figurer dans l’anthologie internationale publiée en New Delhi, Inde et intitulée: L'unité universelle : une anthologie de poèmes de Magnum Opus du monde entier (Universal Oneness: An Anthology of Magnum Opus Poems from around the World). Cette publication vise à illustrer la diversité et la richesse de la création poétique mondiale contemporaine à travers une sélection de textes traduisant une aspiration commune à l’unité universelle .
Sorin Cerin publie un recueil de poésie philosophique en France, intitulé : Le non-sens de l'existence et de l'éternité,,, qui reçoit le prix de la Fondation de la Société des poètes français en 2021,, qui inclut Sorin Cerin, dans son Anthologie pour l'année 2022.
L'année suivante, il publie un autre recueil de poèmes philosophiques en français, intitulé : Sur les épaules de la mort : poèmes philosophiques, pour lequel le jury des prix, proposait de citer l'œuvre présentée par Sorin Cerin au palmarès 2022, en décernant un diplôme d’ouvrage remarqué, pour, ouvrage philosophique de qualité présenté en français, titre spécialement choisis, pour des œuvres d'une telle qualité, par le jury de la Société des poètes français, parce que, le jury a décidé, que dans l'œuvre poétique philosophique de Sorin Cerin, la philosophie et non la poésie, est prépondérante.
En revanche, en 2023, le jury de la Société des poètes français lui a décerné le prix de poésie Jacques Prévert, pour un recueil de poèmes intitulé : Âme, dédié à Vivian Mary Hartley, nom de jeune fille de  Vivien Leigh,. Le jury a motivé le prix par le fait que le recueil de poèmes Âme,  est écrit sous la forme libérée qui était l'une des caractéristiques des vers de Jacques Prévert, avec une profondeur de réflexions et de sentiments qu'il a agréablement découvert ,,,,.
Cerin a créé un remarquable portfolio, en roumain et en français, qui a attiré de plus en plus l'attention de l'exégèse spécialisée. Ses œuvres, telles que les recueils de poèmes et d'aphorismes, ainsi que la création philosophique, sont considérées comme des ouvrages de référence à usage didactique en milieu universitaire,,.
La maison d'édition Estfalia, a publié de l'ouvrage philosophique et l'ouvrage aphoristique de sagesse de Sorin Cerin, mais réédite également son œuvre poétique philosophiques, précédemment publié, par diverses autres maisons d'édition, en précisant, à côté de chaque titre, qu'il s'agit d'une édition de référence à usage didactique. L'ensemble de l'œuvre de Sorin Cerin publiée par la maison d'édition Estfalia a été parrainée par des établissements d'enseignement pour être utilisée à des fins didactiques,. À cet égard, la thèse intitulée Sorin Cerin - poète des questions et réponses éternelles, écrite par un lycéen qui étudie l'œuvre de Cerin sous la direction de son professeur, est pertinente.

## Analyse

### Œuvres poétiques philosophiques
La poésie de Sorin Cerin, est considérée, par plusieurs critiques littéraires, comme une poésie philosophique existentialiste remarquable,,,,,,,,.

#### Le cadre historiqueet doctrinal
D’un point de vue historique et doctrinal, Elvira Sorohan, dans une critique au titre significatif  —  Un poète existentialiste du XXIe siècle, (parue dans Convorbiri literare) – salue la manière dont Sorin Cerin reconfigure l’existentialisme à l’époque contemporaine. Alors que l’on avait pu considérer ce courant philosophique comme épuisé ou dépassé, Cerin parvient, selon elle, à en raviver la pertinence en l’inscrivant dans de nouvelles structures discursives. Ainsi, le lexique de la poésie existentialiste, historiquement bien identifiable, est, chez Cerin, redistribué dans une topique renouvelée, produisant des agencements inédits, parfois surprenants par leur audace, leur intensité ou leur radicalité — notamment dans les critiques formulées à l’encontre des institutions religieuses. Elvira Sorohan   appréhende la poésie existentialiste de Sorin Cerin comme une continuation dialectique du mouvement existentialiste propre au XXIe siècle, en mettant en lumière une œuvre poétique marquée par l’influence, une œuvre poétique, aux influences des précurseurs de l'existentialisme des XIXe et XXe siècles, tels que Jean-Paul Sartre, Gabriel Marcel ou Søren Kierkegaard ,,,. Même si Cerin adopte une perspective d’analyse différente, le concept de « moment », envisagé en lien avec celui d’« éternité », réactive un motif central du lexique existentiel tel qu’il a été élaboré par le philosophe mystique Søren Kierkegaard. Chargé d’une densité ontologique particulière, ce terme désigne chez Cerin l’instant décisif où l’éternité fait irruption dans le temps, bouleversant ainsi toute continuité historique. Par ailleurs, les poèmes de Cerin, dans leur approche radicale du divin et de l’institution ecclésiale, mobilisent un langage lucide, profondément ancré dans l’héritage de l’existentialisme sartrien — notamment dans sa dimension négative et déconstructive de la transcendance,. Les Mathématiques de l’Existence, tout comme d’autres textes poétiques de l’auteur, convoquent la figure du « monde cassé », selon la formulation critique de Gabriel Marcel. Cette image traduit une conscience douloureuse de la fracture entre l’homme et un horizon ontologique stable. Dans cette perspective, le terme « vanité » acquiert une charge symbolique particulièrement forte. Il est intégré dans un lexique grave et tranchant, destiné à accompagner — voire à défier — le mystère même de la genèse du monde,. Il se voit associé à des images culinaires inattendues, volontairement triviales, destinées à susciter une sensation de répulsion — une forme de « nausée » à la manière de Sartre — née de la prise de conscience aiguë de l’absurdité de l’existence,,,. Le mot ne se réduit pas à un simple instrument au service du poète : il devient le vecteur d’une interrogation plus fondamentale — celle de l’illusion de l’existence, perçue comme la source des concepts clés de l’existentialisme contemporain du début du XXIe siècle. Cette source remodèle l’existentialisme actuel, précisément sous l’impulsion de l’œuvre de Sorin Cerin. En effet, Elvira Sorohan a déclaré à propos de cette œuvre : « Le mot n’est que l’instrument qui n’appartient pas seulement au poète », car, selon elle, ce qui appartient exclusivement au poète, c’est « le problème fondamental de l’existence illusoire », problème « ressenti comme tel en termes d’existentialisme au début du XXIe siècle ». Ce questionnement ontologique constitue le cœur vibrant et le « leitmotiv » de l’œuvre poétique de Sorin Cerin. En ce sens, la contribution de Cerin constitue un moment spécifique et décisif de reconstruction : la réadaptation, sous une forme nouvelle, des structures d’un existentialisme considéré comme conceptuellement épuisé, donnant à ce courant philosophique une nouvelle fertilité. Là où les grandes figures de l’existentialisme – de Kierkegaard à Sartre – semblaient avoir circonscrit les contours et les limites de ce courant, Cerin opère une reconfiguration conceptuelle, changeant les cadres de l’analyse de l’existence et redonnant au langage poétique toute sa puissance heuristique, ontologique et révélatrice ,,,,. À ces références philosophiques s’ajoute l’influence plus ancienne mais non moins significative de  l'Ecclésiaste biblique dont la tonalité méditative et désabusée entre en résonance avec les interrogations ontologiques portées par la poésie de Cerin. En ce sens, l'existentialisme de Cerin n'est ni répétition ni imitation, mais bien réactualisation critique d’un courant de pensée majeur, adapté aux angoisses métaphysiques et aux tensions spirituelles de l’homme contemporain ,,,,,,,,,. Tous ces aspects, liés à la critique écrite par Elvira Sorohan sur l'œuvre de Cerin sont également présents dans les analyses d'autres exégètes, où Elvira Sorohan est évoquée aux côtés des arguments qu'elle invoque,,.
L’œuvre de Sorin Cerin se laisse appréhender à travers une tension fondamentale entre un désespoir radical et une vitalité persistante, une polarité qui n’est pas sans évoquer les écrits d’Emil Cioran. Toutefois, comme le relèvent Maria Ana Tupan et d'autres exégètes, une distinction essentielle s’impose : là où Cioran érige le désespoir en principe ontologique absolu, Cerin en fait, au contraire, le point de départ d’un processus de régénération intérieure ,,,,. Ses poèmes, empreints d’une lucidité tranchante, ne sombrent pas dans la résignation. Bien au contraire, ils manifestent une forme de révolte existentielle, une force de pensée qui transforme le néant  en véritables équations existentielles. Cette posture donne lieu à un nihilisme actif, presque purificateur, par lequel Cerin exorcise le vide et la vanité du monde au profit d’un éveil spirituel . Chaque définition aphoristique, que l’on retrouve dans les vers de ses poèmes, nous invite à repenser notre rapport  à l’existence, à la vérité, et surtout au temps. Dans cette perspective, Cerin propose une vision philosophique inédite du temps : le passé est mort, figé dans l’irréversibilité ; le futur, quant à lui, contient les potentialités de la vie ; le présent, enfin, est perçu comme une illusion de continuité, une fiction nécessaire à la survie psychique. Cette relecture temporelle s’inscrit dans une démarche plus large de redéfinition de l’humain, pensé non comme une essence stable, mais comme un projet en perpétuelle reconstruction, à la manière des existentialistes . Dans le prolongement des interprétations proposées par divers exégètes cette lecture , avec d'autres ,,,,, s’attache à inscrire l’œuvre de Sorin Cerin dans la filiation directe des grandes voix de la pensée existentialiste. Par la densité réflexive de ses écrits et la profondeur ontologique de ses questionnements, Cerin s’affirme comme un continuateur — voire un renouvelleur — de cette tradition philosophico-littéraire existentialiste aux côtés de Kierkegaard, Sartre et Albert Camus. Son œuvre s’impose ainsi non seulement comme une contribution à l’histoire de la littérature ,, mais aussi comme un espace de méditation sur l’absurde, la condition humaine et la quête de sens, au cœur même des préoccupations existentialistes,,,,,.

##### Dialectique du poétique et du conceptuel
Du point de vue du cadrage conceptuel, Alexandru Cistelecan analyse l’œuvre poétique de Sorin Cerin comme une expression marquée de réflexivité, où se structure une hiérarchie d’émotions d’une intensité remarquable. Ce lyrisme, traversé par une tension affective constante, s’incarne dans une pluralité de registres émotionnels — de la colère à la piété, en passant par la tendresse et le ressentiment ,. Cerin exprime une profonde désillusion à l’égard de la condition humaine et du monde contemporain, adoptant un ton résolument critique, souvent sarcastique, notamment envers la « société de consommation » et les illusions inhérentes à l’existence ,,,,,,. Cette inclination à ancrer les concepts abstraits dans des figures concrètes se manifeste par un recours récurrent à des images symboliques qui structurent son imaginaire poétique. L’écriture de Cerin se distingue par une expressivité intense, empreinte d’un pathos puissant, révélant un style passionné et engagé ,,,,,,.À travers une posture à la fois lyrique et philosophique, il interroge les grandes problématiques existentielles, plaçant son discours au croisement du poétique et du conceptuel. La dialectique entre conceptualisation et lyrisme s’alimente d’une forte implication émotionnelle, conférant à son œuvre une dynamique d’extériorisation intérieure, bien éloignée d’une sérénité contemplative. Plus qu’un récit de vécus personnels, la poésie de Cerin explore des questions universelles — telles que la condition humaine, la vérité ou la réalité — dans une perspective qui transcende l’individuel pour toucher au fondement ontologique de l’expérience humaine ,,,, . Alexandru Cistelecan considère que Cerin a réussi le pari difficile d’une poésie philosophique, où l’imaginaire dialogue avec le conceptuel. Selon lui, les poèmes de Cerin abordent de front les grandes équations existentielles, sans s’attarder sur des confidences personnelles. Ils visent le « principe de réalité » lui-même, et non ses manifestations accidentelles,, des aspects également identifiés dans les analyses d'autres exégètes lorsqu'ils se réfèrent à Alexandru Cistelecan dans leurs critiques,,. Loin de la sérénité apollinienne, Cerin déclame avec un pathos brûlant, issu d’un traumatisme qu’il combat intérieurement. Sa poésie, portée par des élans sapientiels et des réflexions profondes, cherche moins la tranquillité que la tension d’une méditation ardente,,,, tout cela étant possible, comme l'ont souligné d'autres exégètes, parce que derrière le sarcasme opposé à la manipulation par les instruments religieux, il n'y a pas « des paroles de provocation et d'imprécation, mais au contraire : des paroles de dévotion désespérée et ardent », observe Delia Muntean, qui cite Alexandru Cistelecan parmi ceux qui soutiennent ces déclarations, parce que  Sorin Cerin explore les dimensions profondes de la connaissance et de l'existence, réfléchissant à la manière dont l'homme contemporain perçoit son temps, son identité et son destin. Dans sa poésie, il critique subtilement la nouvelle éthique de la « société de consommation », marquée par les péchés modernes, l'influence des médias et la dégradation des valeurs traditionnelles. Cette réalité affecte l'authenticité de l'expression et entraîne une crise profonde du cadre intellectuel et créatif, confronté à une fragmentation de soi. Il en résulte un état de malheur, d'isolement émotionnel et de perte de sens, caractéristique de la postmodernité. En fin de compte, l'homme risque de vivre prisonnier d'une psychose permanente, alimentée par le besoin de soutenir une réalité artificielle,.
Le tempérament démonstratif du poète le pousse à des excès, précise Elvira Sorohan. Cet agencement dynamique, bien que soumis à certaines récurrences inévitables, vise à réactiver la puissance expressive du langage. L’expression «Société de consommation » s’impose alors comme un signifiant central : elle incarne l’ici et maintenant d’une existence devenue problématique, marquée par l’aliénation et la surdétermination des désirs,,,,, . Cependant, Elvira Sorohan croit que la même disposition lui permet de ressentir intensément  l’aliénation et la solitude, jusqu’à percevoir son âme comme une « maison en ruine », vouée, après sa chute dans le « néant », à une possible « Éternité ». Cette tension entre le trivial et le métaphysique constitue l’un des traits distinctifs de la poésie de Sorin Cerin, où abondent paradoxes, absurdités, nihilisme, désillusions, rêves consumés — un ensemble de motifs qui se déploient et se recomposent en un véritable kaléidoscope existentiel,, . L’intention de formuler une méditation existentialiste personnelle, difficile à réaliser en raison de l’usure du vocabulaire  existentialiste tout au long des XIXe et XXe siècles, est compensée par une maîtrise dans l’agencement des mots. Pour compenser cette contrainte, Cerin utilise une mise en forme stylistique fondée sur des associations lexicales expressives, lesquelles s’appuient fermement sur la récurrence de certains termes existentialistes. Un exemple récurrent est l’expression souvent utilisée : « Illusion de la vie ». D'autres termes du vocabulaire existentialiste de Cerin, qui soulignent  « Le  non-sens de l'existence », sont : « Immortalité », « Illusion », « Absurdité », « Mort », « Éternité », « Vérité absolue », « Rêve », « Libre arbitre », « Péché originel », « Amour », « Solitude », « Aliénation », « Dieu ». La récurrence lexicale, loin de n’être qu’un tic stylistique, opère comme une tentative de saturation du sens, une frénésie du mot qui double et redouble l’idée qu’il porte, comme pour en exacerber la portée,,,,. Mais cette prolifération linguistique d’éléments récurrents tend paradoxalement à recouvrir — voire à obscurcir — ce que la poésie s’efforce d’atteindre : l’expérience intime, affectivement chargée, d’une vie perçue comme illusion, vécue de l'intérieur vers l'extérieur, plutôt que de l'extérieur vers l'intérieur. En conséquence, bien que les concepts transmis par les mots conservent leur signification, le « Verbe » — compris comme une force vivante et créatrice — semble perdre de sa vitalité en raison de la récurrence d'expressions telles que : « Illusion de la vie », «Société de consommation » ou autres. Ainsi les mots, détachés de leur ancrage poétique, semblent suivre une trajectoire autonome, comme l’évoque le poète lui-même,,,, ,,,.
Par ailleurs, Jean-Paul Gavard-Perret souligne le rôle central de Sorin Cerin, poète et philosophe, qui se libère des illusions de la vie, de la mort et de l'existence afin de ne pas tomber dans les pièges d'une fausse morale et de vérités déformées. Dans son œuvre, Cerin met en scène une lutte fondamentale, celle entre : « celui qui cherche à créer l'égrégore d'un nouveau Dieu », et celui qui aspire, par sa vie, à devenir lui-même un égrégore. À travers ses créations poétiques, Sorin Cerin ouvre les portes d'un carrefour spirituel, un moment essentiel de régénération intérieure, qui nous offre la possibilité d'échapper à l'impasse de la stagnation et de la passivité existentielle. Dans cette entreprise, il remet la parole au premier plan, lui insuffle vie et puissance, et nous invite à l'accompagner dans une exploration profonde des royaumes cachés de l'âme et de l'esprit.
De plus, Zenovie Cărlugea observe que la poésie de Sorin Cerin inaugure ce qui pourrait être considéré comme une nouvelle espèce à l'intersection de la littérature et de la philosophie. Bien que ces textes soient communément qualifiés de poèmes philosophiques, leur nature profonde les relie plus directement au domaine de la philosophie elle-même ,,,,,,. Ils n’empruntent pas simplement des thèmes ou des motifs à la pensée spéculative. Ils fonctionnent comme une incarnation poétique du système philosophique développé par Cerin lui-même. En d’autres termes, la poésie cérinienne ne s’inscrit pas dans une tradition de simples paroles réflexives, mais se présente comme l’illustration esthétique et expressive d’une ontologie structurée, dont la cohérence conceptuelle s’exprime à travers le langage poétique. En ce sens, elle dépasse les cadres classiques de la poésie philosophique pour proposer une nouvelle manière de penser incarnée, où la forme poétique et le contenu philosophique coïncident dans le même but de révélation.

##### Théologie critique et métaphysique du sacré
Certains auteurs précisent que le Dieu auquel se réfère Sorin Cerin s’apparente à celui de Spinoza, c’est-à-dire un Dieu immanent, indissociable du tout cosmique, que l’on retrouve également, sous des formes poétiques et philosophiques variées, dans les œuvres de Johann Wolfgang von Goethe, William Wordsworth et Percy Bysshe Shelley. Ces influences romantiques, fondées sur une perception panthéiste ou naturaliste du divin, traversent la poésie de Cerin, mais sont réinterprétées et actualisées dans le contexte contemporain, où se manifeste aussi l’empreinte du nihilisme radical d’Emil Cioran,,,,. Dans cette configuration, la pensée poétique de Cerin conjugue transcendance ontologique et désespoir métaphysique, oscillant entre quête de l’Absolu et conscience de son inaccessibilité. Elena Armenescu met en exergue l'inscription de l'œuvre de Cerin dans la tradition de l'existentialisme français, dont elle reconnaît l'affinité avec certaines orientations philosophiques majeures formulées par des penseurs tels que Jean-Paul Sartre et Gabriel Marcel,,,,,,. Elle insiste sur le fait que la pensée de Cerin ne se limite pas à une spéculation abstraite, mais se déploie à travers une architecture idéologique rigoureuse, articulée à une éthique de l'action profondément enracinée dans la conception morale, et identifie également chez Cerin une affinité  avec l’existentialisme universel de Søren Kierkegaard ,,,,. Le poète Sorin Cerin parvient à une intuition fondamentale, à la fois simple dans sa formulation et rigoureuse dans sa portée conceptuelle : si l’humanité a été déchue de la grâce divine et réduite à une aliénation profonde, prisonnière d’un «Subconscient étranger » à sa nature originelle, alors l’unique voie de rédemption consiste en une reconquête intérieure, un cheminement inverse menant à la restauration d’un Subconscient apte à s’accorder à l’Absolu,,,,,, . Cette harmonie retrouvée ne saurait se réaliser qu’à travers l’intériorisation de l’Amour, perçu comme vecteur exclusif de la Perfection. Dans cette perspective, Cerin combine l'utilisation élaborée de symboles et de métaphores qui intensifient la densité interprétative de son œuvre, réinterprétant le réalisme brut à la lumière d’un existentialisme teinté de néoréalisme ,,,,,,. Cerin sonde les profondeurs de l’angoisse ontologique et de la solitude radicale, manifestations d’une subjectivité fracturée, lucide face à la condition finie et tragique de l’existence humaine ,,. Ce parcours spirituel, articulé autour de la souffrance et de la transcendance, rejoint les enseignements de la Gnose, selon laquelle les fragments de la substance de l’Amour – disséminés dans le champ divin, c’est-à-dire au sein de l’humanité et de la Création toute entière – recèlent l’essence même du salut. C’est par cette substance que se prépare la transfiguration ontologique de l’être, condition préalable à la réintégration dans la plénitude de la Source, identifiée au Dieu de Vérité ,,,,. Sorin Cerin conçoit le rôle du poète comme celui d’un médiateur ontologique chargé de formuler des réponses aux dilemmes existentiels, de rendre intelligibles les arcanes du vécu, d’identifier les forces libératrices et, par-dessus tout, de semer l’Amour dans les âmes humaines – acte qu’il considère comme la seule voie authentique de retour à l’Absolu ,,. L'œuvre poétique de Cerin, dépasse le cadre purement littéraire pour s’affirmer comme un système idéologique structuré, porteur d’une doctrine de l’action fondée sur une morale intemporelle, proche de celle des anciens ,,,,,,,. Elena Armenescu salue à ce titre l’analyse de Véronique Flabat-Piot, qui met en lumière les résonances existentialistes profondes présentes dans l’œuvre de Cerin — où la poésie devient le lieu d’un questionnement ontologique intense, à la croisée de la foi, du doute et de l’absurde,,. Le Coaxialisme constitue le système philosophique propre à Sorin Cerin, se distinguant par sa structuration autour d’un concept central : celui de l’« Illusion de la vie » ,,,,,,,. Cette notion désigne, dans la pensée de Cerin, le voile ontologique qui obstrue l’accès à la réalité ultime, masquant la nature véritable de l’existence. Loin d’être un simple artifice rhétorique, cette illusion joue un rôle fondamental dans sa métaphysique, en tant qu’elle conditionne la perception humaine et détermine les limites de la connaissance. Selon la critique Elena Armenescu, l’architecture conceptuelle du Coaxialisme repose sur une thèse majeure : l'inaccessibilité radicale de la Vérité Absolue, en raison de son enfermement dans l’illusion. Cette perspective rejoint, tout en la réinterprétant dans une optique propre, la notion orientale de Māyā, issue des philosophies hindoues et bouddhiques, qui postulent elles aussi une séparation ontologique entre le monde phénoménal et la réalité ultime ,,,. Dans ce cadre, la conception de Dieu chez Cerin s’écarte résolument des formes traditionnelles de théisme dogmatique. Le divin n’est pas envisagé comme une entité personnelle ou anthropomorphique, mais comme une présence métaphysique universelle, transcendant les clivages doctrinaires. Cette entité trouve des équivalents fonctionnels dans divers corpus mystiques et sapientiaux : les textes hermétiques attribués à Hermès Trismégiste, les enseignements du taoïsme, ou encore la voie d’Éveil tracée par le Bouddha Siddhartha Gautama. Cerin identifie, à travers ces traditions, un noyau doctrinal commun, selon lequel la Vérité Absolue est Une, et le Principe créateur — qu’on l’appelle Dieu, Tao ou Vacuité — participe également de cette Unité fondamentale ,,,,. Ainsi, le système philosophique de Cerin propose une unité transculturelle et transreligieuse, intégrant des éléments de mystique occidentale et orientale, dans une tentative de dépasser les limitations de la raison humaine face à l’Absolu,,,,,,,,.
À rebours d’une approche purement littéraire ou esthétique, certains exégètes, rattachés à une autre orientation critique, insistent sur la dimension religieuse et métaphysique de l’œuvre de Sorin Cerin. Ils y discernent un entrelacement d’influences doctrinales et spirituelles hétérogènes — allant du manichéisme aux traditions religieuses mésoaméricaines (comme la religion maya), en passant par l’hindouisme et diverses formes de spiritualité pré-chrétienne,,. Ces strates symboliques et théologiques, selon eux, traversent l’ensemble de sa production poétique, conférant à celle-ci une portée herméneutique profonde. Le critique Stefan Borbély établit à ce titre un rapprochement significatif entre l’univers poétique de Cerin et les figures majeures de Thomas d’Aquin ou de Giovanni Battista Piranesi, soulignant ainsi la convergence entre architecture conceptuelle et quête spirituelle. Cerin y apparaît comme le démiurge d’un « anti-monde », un espace textuel structuré autour de cimetières lexicaux, de significations figées, d’irruptions fulgurantes et d’absurde, que le langage sublime plutôt qu’il ne clarifie,,,. Un concept central dans cette vision est celui d’un certain « Étranger subconscient », qui réside en chacun de nous, étant la partie inconnue de notre âme, une entité mystérieuse que, selon Cerin, « il nous a été interdit de connaître ». L’humanité se retrouverait ainsi engluée dans une erreur cosmique intentionnelle, la privant de son véritable accomplissement : l’Amour. Cet «Étranger subconscient » apparaît à plusieurs reprises dans l'œuvre de Cerin, incarnant une figure inquiétante dotée d'une fonction salvatrice. Dans un univers matériel perçu comme fragmenté et absurde, le poète s’éloigne de cet Étranger, alors que le salut exigerait au contraire un retour à lui, poursuivant la réconciliation du subconscient avec l’Absolu. Ce « retour », notion clé de la pensée gnostique, suppose une intériorisation préalable de l’Amour, entendu comme partage de son essence et ouverture à une possible transfiguration,,,,,,,. Dans ce cosmos inversé, l’être humain se trouve engagé dans un jeu dialectique, à la fois ironique et eschatologique, où toute perspective de délivrance semble abolie. Cependant, cette clôture ontologique n’est qu’apparente : le poète, en tant qu’architecte de son propre édifice spirituel, détient des pouvoirs de nature sotériologique. Ces forces salvatrices, à rebours de tout système dogmatique, s’inscrivent dans une logique résolument anti-eschatologique. La géographie noire et désespérée évoque une foi poussée à son extrême limite, proche d’un état de macération spirituelle, comparable à l’acédie décrite par Thomas d’Aquin, parfois interprétée comme une forme de torpeur,. Cette condition de négation de l’être ouvre alors deux voies possibles : celle du renoncement menant à la mort, et celle du courage nourri par l’espérance. L’objectif d’une telle représentation extrême est de démontrer que, même dans les circonstances les plus adverses, la vie de foi conserve en elle les ressources nécessaires à une élévation ou une « renaissance »,,,,,,,,. En dépit de l’opacité du monde, il subsiste dans sa trame profonde des « germes d’amour » susceptibles d’être récoltés pour construire un chemin de salut. La poésie de Sorin Cerin se présente ainsi comme le lieu d’un paradoxe fondateur : un spiritualisme optimiste, porteur de transcendance, mais qui s’actualise dans les structures inversées du sens et de la parole. Elle articule une forme d’espérance ontologique, non pas dans l’adhésion à un ordre préétabli, mais dans la subversion même des récits traditionnels du salut,, aspects précisés par d’autres exégètes qui citent Stefan Borbely,. Avec une approche similaire, Alexandru Cistelecan affirme que Cerin n'attaque pas Dieu, mais l'instrumentalisation de Dieu et de la foi, à travers des versets comme : « La méchanceté du Diable est appelée Mal, tandis que celle de Dieu est appelée Bien». Un fait qui se produit à Cerin précisément à cause de l'intensité et de la pureté de sa propre foi. Ainsi Alexandru Cistelecan rappelle Stefan Borbely qui met en évidence à propos de Cerin : « une sorte d'absolutisme dévotionnel » ,,.

##### Approche philosophique de l’œuvre
Une certaine partie de la critique considère que la poésie de Cerin est plus proche de la philosophie que de la fiction. Les poèmes de Sorin Cerin sont qualifiés par Grid Modorcea d’idiopoèmes ou de conceptpoèmes, en ce qu’ils incarnent une fusion singulière entre expression poétique et pensée. Selon Modorcea, Cerin opère une véritable transmutation de la philosophie en poésie, inscrivant sa démarche dans une tradition qui puise à la fois dans le transcendantalisme kantien et dans les courants philosophiques post-kantiens, notamment ceux de Schopenhauer, Nietzsche et Wittgenstein,,,,,,. Cette configuration intellectuelle complexe se trouve en outre articulée à des disciplines connexes telles que la sémiotique, le structuralisme, voire certaines structures de la pensée mathématique. Cette architecture conceptuelle trouve son aboutissement dans le Coaxialisme, système philosophique élaboré par Cerin lui-même, qui se fonde sur l’idée d’une Illusion de la Vie faisant écran à la Vérité Absolue. Ce système établit une tension dialectique entre les apparences phénoménales et l’Absolu, situant la poésie dans un espace de médiation ontologique. Cerin se situe ainsi dans la tradition de l’existentialisme, non pas comme un révolté camusien ou un désespéré sartrien, mais en tant que penseur habité par une quête de l’Absolu. C’est cette orientation métaphysique qui le rapproche d’une lignée de philosophes questionnant le fondement de l’existence — de Socrate à Bergson — dans une dynamique où la poésie devient à la fois instrument de questionnement et modalité de révélation ,,,.
L'existentialisme est une doctrine qui répond pleinement à l'esprit de liberté et d'action de Sorin Cerin. Il incarne également son élan créatif, une forme de pragmatisme aventureux, un sentiment tragique de la vie ainsi qu'une perception de l'absurde. Ces éléments ne se retrouvent pas uniquement chez les existentialistes tels que Søren Kierkegaard, Edmund Husserl, Martin Heidegger, Jean-Paul Sartre, Simone de Beauvoir, Maurice Merleau-Ponty et d'autres — auteurs auxquels l’œuvre de Cerin est souvent comparée — mais aussi chez des écrivains considérés comme précurseurs de l'existentialisme,,,, , tels que Fiodor Dostoïevski, Miguel de Unamuno, Franz Kafka, Albert Camus, dont l'influence est perceptible dans sa création littéraire. Zenovie Cârlugea souligne d'ailleurs que la poésie existentialiste de Cerin prolonge son œuvre aphoristique, tout en conservant une originalité marquée. Par ailleurs, on retrouve dans son œuvre des accents communs à la grande poésie universelle, notamment à travers des révoltes et des interrogations similaires à celles présentes chez Mihai Eminescu, Tudor Arghezi, Lucian Blaga et Nichita Stănescu,,.

##### Interférences avec la littérature contemporaine
La quête de sens chez Cerin est marquée par le paradoxe : il affirme la nécessité d’un absolu tout en mettant en doute la possibilité même de l’atteindre. Cela fait écho à la crise du sujet contemporain dans la littérature : un individu tiraillé entre désir d’absolu et conscience aiguë du vide. Cette tension structure ses aphorismes, ses poèmes et ses méditations philosophiques. Cerin dénonce la prolifération d’illusions identitaires et spirituelles qui naissent de cette divinisation de l’individu : thérapies pseudo-spirituelles, idéologies du développement personnel, religiosité de la consommation, etc. Dans l’œuvre de Cerin, la sécularisation de la transcendance n’efface pas le sacré, mais le dilue dans l’immanence, jusqu’à en faire un simulacre ,,,,,, . Comme chez Marcel Gauchet, le processus de sécularisation n'est pas linéaire ni pacifié. Il engendre une instabilité permanente, un vide sacré que Cerin tente de sonder à travers sa poésie philosophique. Delia Muntean relève des affinités entre la pensée de Sorin Cerin et celle de Pascal Bruckner, notamment dans le constat que la libération est décidée par la « société de consommation» et ne vient plus du ciel. Dieu s’est de plus en plus vidé de son contenu religieux et dogmatique à mesure qu’il a perdu son aura sacrée conférée par les Livres Saints, cédant la place à des institutions ou à des individus désormais investis d’un pouvoir spirituel, mais corrompu par les logiques marchandes. Ces nouveaux acteurs ne portent plus la promesse du salut, mais entretiennent plutôt le naufrage intérieur, la dépression et une forme de dégoût de l’existence,,,,,. Ce constat initial agit comme une prémisse ou une révélation, donnant lieu à un développement argumentatif ou à une mise en nuance de l’idée, souvent fondée sur des définitions successives. Cette démarche analytique et cumulative évoque, en filigrane, les fameuses listes infinies d’Umberto Eco, dans lesquelles chaque élément renvoie à un réseau de sens toujours plus vaste,.
Une autre partie de la critique littéraire, représentée par Laura Lazar Zăvăleanu, attribue à la poésie de Cerin des connotations d’intertextualité, identifiées, de manière intrinsèque, à l’œuvre de Lucian Blaga, à travers la réflexion philosophique et la structure prosodique ,. Par ailleurs, Eugen Evu associe la poésie philosophique de Cerin au néo-savoir de l’essence platonicienne-socratique, ce qui fait de ce livre un objet de culte et de culture testamentaire. Il soutient que le concept de Cerin paraphrase ce que Gabriel García Márquez a appelé le macondisme, affirmant que Cerin est pleinement conscient du problème soulevé par Mircea Eliade concernant la chute de l’humain dans le zoon politikon,,,.
Poète d’une originalité marquée, Sorin Cerin s’est imposé comme une figure singulière au sein du patrimoine lyrique universel, notamment par une poésie dense, riche de sens, qui évolue librement au sein des concepts philosophiques et se distingue par de notables inflexions existentialistes, souvent formulées sous la forme d’aphorismes ,. Cezarina Adamescu le qualifie d’« un remarquable poète des temps modernes », tandis que ses vers, portés par une dynamique intérieure propre, révèlent selon elle « une maîtrise artistique rare dans le paysage de la poésie moderne ». Cette singularité permet de reconnaître en Sorin Cerin le créateur d’un style personnel et incontestable, marqué par des motifs récurrents et pénétrants, animés par le souffle de l’Immortalité, dans un monde où les mots, trop souvent, s’évanouissent sans laisser de trace .

##### La récurrence thématique et la vision systémique
Une caractéristique de l'œuvre poétique de Cerin est qu'elle devient un tout, car ses volumes de poésie ont une continuité entre eux, a observé Raluca Giurgiulescu, se référant aux observations de Delia Muntean sur l'œuvre de Cerin, non seulement en raison de la réception approfondie de sa poésie, mais aussi de la possibilité d’y identifier des éléments récurrents qui peuvent, à un moment donné, être introduits dans un système. Dans ce contexte, Raluca Giurgiulescu cite Delia Muntean comme suit : « Nous détectons une coopération entre les volumes» parce que « Sorin Cerin reste fidèle aux dimensions spécifiques du savoir et de l’existence » ,,,,.
L’apparition des éléments récurrents qui composent la structure poétique de Cerin est également observée par Elvira Sorohan qui prétend que : « le poète s'enferme dans une sphère conceptuelle unitaire, d'où la rhétorique spécifique ». Le poète développe une vision cohérente et fermée du monde, ce qui se reflète dans une rhétorique particulière. Quel que soit le point d’entrée dans son œuvre, le lecteur est immédiatement plongé au cœur d’un univers poétique propre à ce poète, marqué par des thèmes récurrents et une posture de scepticisme exacerbé. Le vocabulaire reste bien ancré dans une perspective existentialiste, et le langage est renouvelé avec des éléments d'actualité à travers des processus formels qui expriment la condition humaine comme un « être jeté » dans un monde affecté par une faute ontologique initiale, souvent associée au péché originel.
À la différence de nombreux poètes dont l'œuvre est imprégnée par une influence philosophique extérieure, Sorin Cerin se distingue en tant que penseur ayant conçu une vision métaphysique autonome, structurée autour d’un système philosophique original qu’il nomme le Coaxialisme ,,,,,,,. Comme le souligne  Elena Armenescu, Cerin n’est pas simplement un poète inspiré par la philosophie : il est d’abord et avant tout un philosophe de plein droit, dont la production poétique se greffe organiquement sur un cadre rigoureusement élaboré. Le principe fondamental de ce système repose sur le concept-clé de « l’Illusion de la vie », selon lequel l’existence  constitue un voile illusoire, une apparence trompeuse dissimulant la véritable essence du réel.  La poésie devient alors le prolongement sensible d’un discours philosophique, le lieu d’une médiation entre raison et transcendance, entre concept et image, entre vérité et illusion ,,,,,.

##### Réflexivité et lyrisme dans la réception de l’œuvre poétique
D’autre part, Gheorghe Andrei Neagu souligne dans sa critique que la poésie de Sorin Cerin se définit principalement par le doute. De nombreux autres critiques littéraires, comme Călin Teutișan, y voient « une fatale nostalgie du Sens » ; Cornel Moraru parle d’un poème d’un « prophète du néant existentiel » ; Ovidiu Moceanu considère cette poésie comme celle « des grandes questions existentielles » ; et Ana Blandiana affirme que la poésie de Cerin n’énonce pas des vérités philosophiques, mais tisse des révélations autour de ces vérités,,.
Un autre groupe de critiques littéraires — tels qu’Ion Vlad, qui voit dans l’œuvre de Cerin une réflexivité dominante (au sens de la théorie sociale), ou Mircea Muthu, qui remarque chez lui le désespoir de trouver un Sens à la vie contemporaine — s’accorde sur une lecture existentielle de son œuvre. Ioan Holban compare la poésie de Cerin au « Caïn biblique perdu dans le désert », tandis que pour Marian Odangiu, ses paroles représentent un monde déformé de la valeur. Pour Cornel Ungureanu, enfin, Cerin « ritualise les temps de déconstruction poétique » ,,.
À l’inverse d’autres interprétations critiques, certains exégètes considèrent que le lyrisme authentique constitue le fondement même de sa création poétique. Dans cette perspective, la poésie de Cerin — au sens que lui donne Peter Sloterdijk — apparaît comme le prolongement naturel d’un mode de pensée méditatif, empreint d’un cynisme mesuré, mais qui parvient néanmoins à rester fidèle à une forme sincère de lyrisme. Dans cette même optique, Theodor Codreanu perçoit Cerin comme un penseur aphoristique, doté d’une grande souplesse intellectuelle, qui manie avec aisance les antithèses, les entremêlant souvent en oxymores ou les alternant pour interroger en profondeur les grands enjeux spirituels et sociaux de notre temps ,.

### Œuvres de sagesse
De nombreux autres critiques et historiens, ont écrit sur l'œuvre de sagesse de Cerin en l'inscrivant dans son cadre historique,,,,.

#### Le contexte historique
Parmi ceux qui ont historiquement situé l'œuvre aphoristique de Cerin se trouve Ion Dodu Balan. Ce dernier considère Cerin comme un moraliste à part entière et souligne l’impératif de resituer cette création dans une continuité historique. Cette approche permet d’inscrire l’œuvre de sagesse de Cerin au sein d’une lignée intellectuelle prestigieuse, rassemblant  des figures majeures telles qu’Homère, Marc Aurèle, François de La Rochefoucauld, Baltasar Gracián ou encore Arthur Schopenhauer. Parallèlement, dans le contexte spécifique de la littérature roumaine, cette tradition trouve ses racines chez les chroniqueurs des XVIIe et XVIIIe  siècles, avant de se prolonger à travers les écrits d’Anton Pann, Constantin Negruzzi, Mihai Eminescu, Nicolae Iorga, Garabet Ibrăileanu, Lucian Blaga et George Călinescu. Ainsi, l’œuvre aphoristique de Cerin s’inscrit pleinement dans un continuum de pensée morale et philosophique, réaffirmant la valeur intemporelle et universelle de la sagesse littéraire ,.
Une autre lecture, inscrite dans une perspective historico-philosophique, situe l’œuvre sapientielle de Sorin Cerin dans le prolongement d’une tradition millénaire, dont les origines remontent à l’Orient ancien et à la Grèce antique. Cette tradition, fondée sur la quête de sens, la méditation sur l'existence et l’idéal de sagesse, s’est exprimée à travers des formes littéraires concises et mémorables — telles que les apophtegmes — destinées à former l’âme et à structurer la pensée. Il convient de souligner que la littérature sapientielle, en tant que forme de savoir existentiel, possède peut-être une ancienneté comparable à celle de l’écriture elle-même. C’est dans ce cadre que l’on peut comprendre la portée philosophique de l’œuvre de Cerin, qui, tout en étant contemporaine, s’inscrit dans la continuité d’une sagesse ancestrale. Ainsi, Gheorghe Vlăduțescu met en évidence le rôle central de l’apophtegme — forme d’expression brève, dense et aisément mémorisable — dans la transmission de la sagesse, tant dans les cultures de l’Orient ancien que dans la pensée grecque antique. Cette formulation lapidaire, choisie délibérément par les sages, visait à exercer une fonction pédagogique en profondeur : celle de la formation morale et spirituelle de l’âme, en conformité avec les canons éducatifs de la tradition hellénique.Gheorghe  Vlăduțescu souligne par ailleurs la richesse de cette tradition sapientielle plurimillénaire, à laquelle se rattache également l’œuvre de Sorin Cerin, auteur d’une œuvre particulièrement remarquable, comme le précisent d’autres exégètes citant les travaux de Gheorghe Vladutescu ,,.
Cerin peut être considéré comme un « moraliste »,  doté d’une pensée et d’une sensibilité profondément contemporaines. Il aborde des notions fondamentales telles que l’absolu, la vérité, l’espérance, la foi, le péché, l’absurdité ou encore le bonheur, en les mettant en étroite corrélation. Mircea Pop souligne que les maximes de Cerin dépassent le cadre des pensées simples, adoptant une dimension poétique marquée. Elles oscillent entre un ton parnassien et un surréalisme troublant, évoquant tour à tour Franz Kafka, Marcel Proust, Arthur Schopenhauer ou Ludwig Wittgenstein dans leur quête sapientielle. Par ailleurs, Adrian Dinu Rachieru illustre certains aphorismes qu'il considère comme mémorables de l'œuvre de Sorin Cerin, comme la Vie, qui est : « l'épopée de l'âme », ou le futur,  « père de la mort »    ,,.

#### L’œuvre aphoristique et sa réception critique
Les réflexions du livre Révélations, qui fait lui-même partie de la Collection de sagesse, s’apparentent à celles d’ Henri Bergson,, , mais aussi des existentialistes. Al. Florin Tene estime que Cerin n'est pas loin de Johann Wolfgang von Goethe ou Socrate, soulignant, d'autre part, que les pensées de Cerin sont de véritables micropoèmes exprimant des significations, des sentiments et des interprétations qui le rapprochent des axiomes de l’école ionienne et des principes de devenir d’Héraclite. Il affirme que Sorin Cerin propose une logique originale des mots, car il apprécie les schémas philosophiques visant au dépassement des limites de la connaissance, passant de l’ontologique à l’épistémologique,,.
Parmi d’autres, Jean-Paul Gavard-Perret, en se penchant sur l’œuvre aphoristique de Sorin Cerin dans La Collection de sagesse, considère que cette démarche offre à l’être humain — qu’il partage ou non la vérité profonde révélée par l’auteur — un chemin d’apprentissage vers la sagesse, une quête essentielle et universelle.L’ouvrage réunit une vaste palette de thèmes philosophiques majeurs : la sagesse, la passion, l’illusion et la réalité, les révélations du destin, l’absolu, l’absurde, la mémoire, la connaissance, la vanité, la beauté, la pensée, le génie, le chaos, l’erreur, l’infini, l’amour, la mort, la politique, la religion. Par la manière dont ces aphorismes s’enchaînent et se répondent, ils composent un réseau dense de réflexions que l’on peut envisager comme une série d’essais philosophiques. Ce point de vue est précisé également par Florentin Smarandache, qui considère que les aphorismes définissent Cerin comme « un essayiste important ».
D'autres exégètes, comme Fabrizio Caramagna, observent l’œuvre sapientielle de la Collection de sagesse de Sorin Cerin, qualifiée de « œuvre monumentale qui écrit l'histoire dans le domaine de l'aphorisme »,.Valeria Seican considère Cerin comme « l’un des penseurs les plus représentatifs du genre aphoristique au monde », soulignant que le philosophe « décrypte ainsi symboliquement un autre virus — le virus de la connaissance et les conséquences émergentes de ce processus » ,. Grid Modorcea déclare, quant à lui, que l’ouvrage intitulé Collection de sagesse est « l’un des recueils d’aphorismes les plus précieux au monde » . Tout cela parce que les aphorismes de Cerin, dans la Collection de sagesse, nous emmènent — en péripatétisant — à travers un monde qu’il nous révèle à partir de l’absolu et de la vérité, de l’avenir et du rêve, estime Ioan-Aurel Pop. Car Cerin nous apprend à mourir ou à plonger dans l’immortalité, à être éclairés ou à tomber dans le péché, à rechercher la liberté et la démocratie, à croire en Dieu et au destin, à rencontrer les juges du monde de l’ombre ou de l’au-delà, à sonder l’avenir et à comprendre le sort de l’intelligence artificielle.

### Ouvrages philosophiques

#### Contextualisation historique et philosophique de l’œuvre
L'œuvre philosophique de Cerin, se concentre sur ce que Cerin définit comme le coaxialisme, son propre  système philosophique,,,, à propos de laquelle, Henrieta Anisoara Șerban situe l’œuvre de Sorin Cerin à la confluence de plusieurs courants majeurs de la philosophie contemporaine, notamment la philosophie de la conscience, le contextualisme et la philosophie de l’esprit. Cette inscription plurielle confère à son travail une dimension critique essentielle, particulièrement vis-à-vis du représentationalisme, qui postule que la connaissance humaine est essentiellement une représentation fidèle du monde, ainsi que du postmodernisme, souvent accusé de relativisme excessif. L’originalité de Cerin, souligne Șerban, réside dans sa capacité à dépasser ces cadres établis en proposant une vision renouvelée des concepts fondamentaux que sont la vérité, l’illusion, l’absolu et la vie. Cette démarche philosophique ne se limite pas à une simple synthèse des influences classiques — bien que Cerin puise incontestablement dans les réflexions d’Arthur Schopenhauer, Friedrich Nietzsche et Ludwig Wittgenstein — mais s’inscrit dans une dynamique créatrice, qui interroge et réinvente la manière même dont ces notions sont comprises et vécues. En ce sens, l’apport de Cerin apparaît comme une contribution audacieuse à la philosophie contemporaine, capable de nourrir le dialogue actuel sur la nature de la connaissance, la conscience et la réalité, en renouant avec une tradition philosophique profonde tout en ouvrant des pistes inédites .
D’autres exégètes, tels que Theodor Codreanu, soulignent l’originalité de Sorin Cerin en affirmant que l’ensemble de sa production littéraire et aphoristique repose sur le concept de Coaxialisme, à la fois titre de son ouvrage et nom de son système philosophique. Le Coaxialisme, bien que proche du Paradoxisme, s’en distingue nettement en s’inscrivant principalement dans la tradition des systèmes dualistes, tant philosophiques que religieux, et présente des affinités notables avec le Gnosticisme. À une première analyse, on peut également y déceler une parenté avec le cartésianisme et le rationalisme classiques, tout en observant l’influence de penseurs tels que Friedrich Nietzsche et Emmanuel Kant, particulièrement dans l’interprétation logique de la théorie postmoderne de l’histoire et de l’agnosticisme. Toutefois, l’approche logique développée par Cerin s’apparente davantage à celle de Kant, pour qui la raison pure ne peut accéder qu’au phénomène et reste impuissante face au noumène. Cette thèse se résume dans la notion de « Vérité absolue », opposée aux « Illusions de Vie », lesquelles reconnaissent leur propre partialité et leur fonction de maintien du statu quo tout en se présentant paradoxalement comme des incarnations de la vérité. Ce paradoxe révèle une forme de mensonge inhérente à la condition humaine, caractérisée par une tension entre connaissance et illusion,,,,.

#### Coaxialisme
En tant que père du coaxialisme, Cerin définit la coaxiologie comme une science des contraires et du coaxialisme — « une nouvelle philosophie qui superpose la Connaissance au substrat qui appartenait à l'Existence, en l'attribuant implicitement à d'autres opposés de celle-ci mais aussi à l'Existence ». Par coaxial, l'auteur entend l'égalité ontologique des contraires, basée sur le fond numérologique de l'Un. L’un est le Facteur Créateur qui donne naissance à son opposé. Le numéro un est l'instinct : « qui est en tout ». La Vérité Absolue est liée à la  Connaissance Ouverte  à laquelle la  Connaissance Fermée  des humains n'a pas accès. Il y aurait, sur le modèle du Facteur Créateur, une infinité de Créateurs. Chacun de ces Facteurs Créateurs représente un certain nombre qui, à son tour, possède une certaine identité sémantique. Et dans la pensée de Sorin Cerin, on parle beaucoup de destin. Chaque Grand Créateur et Accidentel Unique possède son propre Univers qu'il a développé et une Connaissance  Ouverte  (la Vérité Absolue) et une autre Fermée , sujette aux mensonges et aux  Illusions de la Vie. Comme les postmodernes, Sorin Cerin affirme que, dans son système, l'ontologie traditionnelle est abandonnée : « elle perd absolument tout statut», mais tous ces opposés sont coaxiaux, c'est-à-dire qu'ils ont un axe commun ayant un dénominateur commun dans l'idée de substrat, qu'il soit mental ou de toute autre nature. Dans le coaxialisme, la vérité ne peut pas être connue, mais seulement rendue consciente, et la trace ou l'empreinte dont parle Cerin ne peut être identifiée avec certitude avec la trace de Jacques Derrida. Du point de vue de la logique, au sein du système philosophique appelé coaxialisme, Sorin Cerin se positionne sur la voie du rationalisme, se déclarant opposé au dogmatisme,,, ,,.
Pour cette raison, Cerin s'écarte du chemin transdisciplinaire de Nietzsche dans lequel est recherché le point entre deux niveaux de réalité, au-delà du bien et du mal. Et pourtant, Codreanu souligne également que Cerin soutient une identité numérique d'opposés logiques qui est infinie sur l'échelle des niveaux logiques, c'est-à-dire qu'à côté du bien et du mal il y a : « une infinité moins un d'opposés logiques » , à savoir « nous, les êtres humains, sommes au niveau 2 des opposés »,  étant dépendant d'une logique bivalente, du bien et du mal, ce qui fait que Cerin ne s'oppose pas à l'existence de plusieurs niveaux à côté du bien et du mal,   seulement que, selon Cerin, le point entre ces niveaux ne peut être réalisé par l'être humain qu'à travers le prisme du rationalisme et de la logique avec laquelle nous jugeons, à savoir la logique bivalente. Ainsi, la néo-ontologie de Cerin implique la réduction de l'homme, implicitement de la divinité perçue par l'homme, au niveau d'une logique bivalente, plus précisément du bien et du mal sur laquelle se concentre rationnellement la connaissance humaine,. D'autres, comme Henrieta Anisoara Serban, croient, de manière diamétralement opposée, qu'il existe certaines empreintes entre le système philosophique de Cerin et Nietzsche, comme le fait que le monde réel est un mensonge, empreinte que l'on retrouve également chez Wittgenstein. pour laquelle la philosophie serait la réorganisation de ce que nous avons toujours connu, ou d'autres empreintes liées à Schopenhauer, en ce sens que l'homme en tant que sujet connaissant se connaît comme un sujet doté de volonté et ne peut devenir un pur sujet de connaissance sans que la volonté disparaisse. Une autre perspective, celle de Jean-Paul Gavard-Perret, propose que le système philosophique de Sorin Cerin soutienne la thèse d’un « Dieu de Dieu » ayant engendré certains algorithmes à l’origine de la constitution de notre Univers. Selon cette approche, un Événement primordial — qualifié d’Impulsion — aurait initié le processus par lequel se déploie la Conscience Universelle. Une fois cet univers créé, il serait alors laissé à lui-même pour suivre le chemin de son propre Destin. Ainsi, l’auteur souligne une conception dynamique et auto-organisée de la réalité, dans laquelle la création divine agit comme un moteur initial, mais non comme un agent de contrôle permanent. Enfin, les « Coefficients Logiques » apparaissent comme des principes fondamentaux de la Connaissance, telle qu’elle se manifeste dans notre univers structuré par une série de dualités constitutives : le Bien et le Mal, le Beau et le Laid, le Vrai et le Faux, entre autres. Cette conception postule que toute connaissance humaine repose sur l’articulation dialectique de ces oppositions, qui en constituent à la fois les conditions de possibilité et les limites. Jean-Paul Gavard-Perret interprète cette démarche en soulignant que le philosophe — mû par une tension intérieure vers le sens — propose, à travers le « coaxialisme » de son système philosophique , une voie vers l’émergence d’une conscience individuelle capable de générer son propre capital ontologique, mêlant essence et existence, dans un cadre où les bornes de l’être sont elles-mêmes pensées et posées par le sujet.
Selon le modèle infini moins un des niveaux logiques, Cerin superpose le modèle des univers des Grands Créateurs et Accidentels Uniques, où chaque Grand Créateur et Accidentel Unique possède son propre univers dimensionnel, qu'il personnalise en lui donnant une certaine structure. Il existe donc une infinité d'univers parallèles. Le Grand Créateur et Accidentel  Unique Primordial est celui qui signifie L'instinct et qui à son tour va engendrer, déterminant une infinité d'autres Grands Créateurs et Accidentels Uniques auxquels il s'opposera et sur lesquels il réfléchira pour déterminer la  Connaissance Ouverte de la Vérité Absolue qui prendra forme à travers  ces Grands Créateurs, une fois arrivée de la Matrice et de ses Conditions en Fait. Ce qui déterminera, à son tour, que tous les autres Grands Créateurs et Accidentels Uniques  se refléteront les uns dans les autres, déterminant ainsi la Connaissance Fermée, plus spécifiquement les Illusions et l'infinité des dimensions, spatiales, temporelles, logiques, mentales ou de toute autre nature. Dans notre univers étant l'Illusion de la Vie avec une logique bivalente et des dimensions spatio-temporelles. Tous les Grands Créateurs et Accidentels Uniques sont placés numérologiquement, étant également définis comme Facteurs Créateurs car chacun a une certaine signification à travers son reflet dans le Grand Créateur et Accidentel  Unique Primordial. Chacune de ces significations détermine un certain Mot - Matrice. La somme de ces significations ou Mots - Matrices détermine le Langage Pur Universel, qui, considéré comme unicité, dans son ensemble, détermine l'Expression Unique de la Conscience Universelle et donc la Vérité Absolue comme unique et qui ne peut être fragmentée. Selon le modèle néo-ontologique, Cerin associe les Mots - Matrices à la néo - gnoséologie (théorie de la connaissance), affirmant que la logique coaxiologique peut également fonctionner avec d'autres Mots - Matrices autres que la Mot - Matrice de Connaissance, car Cerin souligne dans un des principes du Coaxialisme que de même qu'on peut parler d'Univers sans substrat dans l'Existence, on peut parler de Connaissance sans substrat en essence, donc sans sujet. Cerin affirme que lorsque les caractéristiques du continu infini ont été déterminées éternellement et bien sûr infiniment, la qualité qu'a le Repère de négation est précisément celle d'annuler l'asymptotisme (fonction asymptotique) du continu infini ainsi identifié par les Formes Intangibles, fait qui définit la tangence comme le contraire de l'asymptotisme (fonction asymptotique) et de la délimitation comme le fini, sans début ni fin, éternel, du Grand Créateur et Unique Accidentel Primordial. La base de la logique coaxiologique consiste dans la tangente réalisée avec l'asymptotisme du continuum infini, respectivement la fonction asymptotique, comme base du Tout. Ainsi les points communs qui peuvent déterminer un élément fini, une fonction logique ou un déterminant logique, découle précisément de la tangente avec  l'infini de la fonction asymptotique provoquée par la Référence de négation. Cerin représente géométriquement la Référence de négation  à travers un cercle. Il admet qu'en logique bivalente on peut accepter au moins deux lignes parallèles, pour identifier des caractéristiques asymptotiques, qui ne s'uniront jamais, même si elles tendent l'une vers l'autre vers l'infini. Au contraire, dans une logique avec une infinité d'opposés, outre les deux opposés du bien et du mal, il y aura une infinité de parallèles qui tendront les unes vers les autres, formant un cercle, où chacun deviendra tangent à l'infinité de points sur la circonférence du cercle. Ainsi l'infini devient fini. Par conséquent, par une logique différente de la nôtre, avec plus d’opposants que le bien et le mal, les représentations géométriques seront également différentes. Par ce fait, Cerin prouve l'existence de Dieu. Au sein de ce que Cerin définit comme une coaxiologie sémantique, les Formes Intangibles représentent le Manque de sémantique   (p. 172),,,,,.
Cerin parle de matrice et de but, dans le sens où notre univers serait auto-causé. Cela l’amène à rejeter la théorie du Big Bang, qu’il considère comme un produit de notre logique bivalente — logique qui, selon lui, nous empêche d’accéder à la Vérité Absolue. Dans la vaste dimension des illusions de la Vie, il ne saurait être question de connaissance — puisque la Vérité ne peut être connue — mais seulement de conscience : « La conscience est la Trace dans laquelle sera enfouie la Forme de la Connaissance, à l'aide d'un Élément miroir ». L’homme, limité par sa logique, ne perçoit que l’Illusion de la Vie. C’est pourquoi Cerin affirme : « Tout système philosophique ou philosophe qui prétend dire la vérité est un menteur », car l’homme n’a pas accès à la Connaissance ouverte de la Vérité Absolue et du Grand Créateur — nom donné par Cerin à Dieu. Sans chercher la vérité, le Coaxialisme prétend seulement identifier l’axe entre les antithèses, ce qui les légitimerait ontologiquement, dans une perspective de néo-ontologie,,,,,.
Le coaxialisme, est le livre, qui explique le système philosophique de Sorin Cerin appelé Coaxialisme. Mihai Handaric souligne l’originalité de l’ouvrage de Sorin Cerin, Le Coaxialisme, qui propose une analyse approfondie de la relation entre l’homme et l’Univers. Cerin y mobilise des notions telles que « l’empreinte karmique » pour conceptualiser la volonté, considérée comme un facteur essentiel de la conscience humaine, aux côtés de la raison et des émotions. Il distingue la Connaissance en deux catégories : la Connaissance Ouverte, attribuée au Grand Créateur, et la Connaissance Fermée, qui se rapporte à l’état immanent de l’être humain. La Conscience, selon Cerin, résulte de l’équilibre dynamique entre ces deux formes de connaissance. Handaric met en exergue l’importance de la volonté comme principe d’action, affirmant que vouloir, c’est agir. Il reprend ainsi l’idée selon laquelle la limitation de la conscience humaine à une ou deux dimensions engendre un déséquilibre, une tension intérieure. Dès lors, les informations accumulées au cours de la vie, sans l’intervention active de la volonté, ne sauraient être considérées autrement que comme : « un rêve que nous vivons de la naissance à la mort », dénué d’une véritable substance existentielle,,.

## Publications

### Livres de poésie philosophiques
- Sorin Cerin, Âme, Brasov, Roumanie, Editura Etnous, 2023 (ISBN 978-6-30313-046-0)
- Sorin Cerin, Sur les épaules de la mort, Bucarest, Roumanie, Editura Estfalia, 2022 (ISBN 978-2-36868-736-9)
- (ro) Sorin Cerin, Existenta si timp: poeme filosofice [littéralement: Existence et temps: poèmes philosophiques], Bucarest, Roumanie, Editura Estfalia, 2022 (ISBN 978-606-757-113-4)
- (ro) Sorin Cerin, Marea Contemplare Universala: poeme filosofice [littéralement: La grande contemplation universelle: poèmes philosophiques], Bucarest, Roumanie, Editura Estfalia, 2022 (ISBN 978-606-757-123-3)
- (ro) Sorin Cerin, Paradigma Eternitatii: poeme filosofice [littéralement: Paradigme de l'éternité: poèmes philosophiques], Bucarest, Roumanie, Editura Estfalia, 2022 (ISBN 978-606-757-126-4)
- (ro) Sorin Cerin, Strainul Subconstient al Adevarului Absolut: poeme filosofice [littéralement: L'étranger subconscient de la vérité absolue: poèmes philosophiques], Bucarest, Roumanie, Editura Estfalia, 2022 (ISBN 978-606-757-127-1)
- (ro) Sorin Cerin, Copacul cunoasterii: poeme filosofice [littéralement: L'arbre de la connaissance: poèmes philosophiques], Bucarest, Roumanie, Editura Estfalia, 2022 (ISBN 978-606-757-110-3)
- (ro) Sorin Cerin, Dinainte de Spatiu si Timp: poeme filosofice [littéralement: Avant l'espace et le temps: poèmes philosophiques], Bucarest, Roumanie, Editura Estfalia, 2022 (ISBN 978-606-757-111-0)
- (ro) Sorin Cerin, Bisericile cuvintelor: poeme filosofice [littéralement: Les églises des mots: poèmes philosophiques], Bucarest, Roumanie, Editura Estfalia, 2022 (ISBN 978-606-757-108-0)
- (ro) Sorin Cerin, Divinitate: poeme filosofice [littéralement: Divinité: poèmes philosophiques], Bucarest, Roumanie, Editura Estfalia, 2022 (ISBN 978-606-757-109-7)
- (ro) Sorin Cerin, Eternitate: poeme filosofice [littéralement: Éternité : poèmes philosophiques], Bucarest, Roumanie, Editura Estfalia, 2022 (ISBN 978-606-757-112-7)
- (ro) Sorin Cerin, Filosofia iubirii - verighetele privirilor: poeme filosofice [littéralement: La philosophie de l'amour - les alliances des regards: poèmes philosophiques], Bucarest, Roumanie, Editura Estfalia, 2022 (ISBN 978-606-757-117-2)
- (ro) Sorin Cerin, Filosofia iubirii - lacrimi: poeme filosofice [littéralement: La philosophie de l'amour - les larmes: poèmes philosophiques], Bucarest, Roumanie, Editura Estfalia, 2022 (ISBN 978-606-757-116-5)
- (ro) Sorin Cerin, Filosofia iubirii - fructul oprit: poeme filosofice [littéralement: La philosophie de l'amour - le fruit arrêté: poèmes philosophiques], Bucarest, Roumanie, Editura Estfalia, 2022 (ISBN 978-606-757-115-8)
- (ro) Sorin Cerin, Filosofia iubirii - dragoste si destin: poeme filosofice [littéralement: La philosophie de l'amour - amour et destin: poèmes philosophiques], Bucarest, Roumanie, Editura Estfalia, 2022 (ISBN 978-606-757-114-1)
- (ro) Sorin Cerin, Iluzia Amintirii: poeme filosofice [littéralement: L'illusion de la mémoire: poèmes philosophiques], Bucarest, Roumanie, Editura Estfalia, 2022 (ISBN 978-606-757-120-2)
- (ro) Sorin Cerin, Iluzia Mortii: poeme filosofice [littéralement: Illusion de mort: poèmes philosophiques], Bucarest, Roumanie, Editura Estfalia, 2022 (ISBN 978-606-757-121-9)
- (ro) Sorin Cerin, La cabinetul stomatologic: poeme filosofice [littéralement: Au cabinet dentaire: poèmes philosophiques], Bucarest, Roumanie, Editura Estfalia, 2022 (ISBN 978-606-757-122-6)
- (ro) Sorin Cerin, Obiecte de cult: poeme filosofice [littéralement: Objets cultes: poèmes philosophiques], Bucarest, Roumanie, Editura Estfalia, 2022 (ISBN 978-606-757-124-0)
- (ro) Sorin Cerin, Origami: poeme filosofice [littéralement: Origami:poèmes philosophiques], Bucarest, Roumanie, Editura Estfalia, 2022 (ISBN 978-606-757-125-7)
- (ro) Sorin Cerin, Trafic de carne vie: poeme filosofice [littéralement: Trafic de viande vivante: poèmes philosophiques], Bucarest, Roumanie, Editura Estfalia, 2022 (ISBN 978-606-757-128-8)
- (ro) Sorin Cerin, Vremurile cuielor tulburi: poeme filosofice [littéralement: Les temps troubles des ongles: poèmes philosophiques], Bucarest, Roumanie, Editura Estfalia, 2022 (ISBN 978-606-757-129-5)
- (ro) Sorin Cerin, Absurd: poeme filosofice [littéralement: Absurde : poèmes philosophiques], Bucarest, Roumanie, Editura Estfalia, 2022 (ISBN 978-606-757-060-1)
- (ro) Sorin Cerin, Iluzia Existentei: poeme filosofice[littéralement: Illusion d'Existence: poèmes philosophiques], Bucarest, Roumanie, Editura Estfalia, 2022 (ISBN 978-606-757-097-7)
- (ro) Sorin Cerin, Pe Umerii Lacrimii Unui Timp: poeme filosofice [littéralement: Sur les épaules des larmes d'un temps : poèmes philosophiques], Bucarest, Roumanie, Editura Estfalia, 2022 (ISBN 978-606-757-103-5)
- (ro) Sorin Cerin, Singuratatea Nemuririi: poeme filosofice [littéralement: La solitude de l'immortalité : poèmes philosophiques], Bucarest, Roumanie, Editura Estfalia, 2022 (ISBN 978-606-757-104-2)
- (ro) Sorin Cerin, Steaua Nemuririi: poeme filosofice [littéralement: Étoile de l'immortalité : poèmes philosophiques], Bucarest, Roumanie, Editura Estfalia, 2022 (ISBN 978-606-757-105-9)
- (ro) Sorin Cerin, Tot Ce A Ramas Din Noi Este Iubire: poeme filosofice [littéralement: Tout ce qui nous reste est amour : poèmes philosophiques], Bucarest, Roumanie, Editura Estfalia, 2022 (ISBN 978-606-757-106-6)
- (ro) Sorin Cerin, Transcendental: poeme filosofice [littéralement: Transcendantale: poèmes philosophiques], Bucarest, Roumanie, Editura Estfalia, 2022 (ISBN 978-606-757-107-3)
- (ro) Sorin Cerin, Oglinzile Paralele ale Genezei: poeme filosofice [littéralement: Les miroirs parallèles de la Genèse: poèmes philosophiques], Bucarest, Roumanie, Editura Estfalia, 2022 (ISBN 978-606-757-102-8)
- (ro) Sorin Cerin, Marea Iluzie a Spargerii Totului Primordial: poeme filosofice [littéralement: La grande illusion du brisement du tout primordial : poèmes philosophiques], Bucarest, Roumanie, Editura Estfalia, 2022 (ISBN 978-606-757-101-1)
- (ro) Sorin Cerin, Intamplare Neintamplatoare: poeme filosofice [littéralement: Aléatoire-Pas accidentel: poèmes philosophiques], Bucarest, Roumanie, Editura Estfalia, 2022 (ISBN 978-606-757-099-1)
- (ro) Sorin Cerin, Iluzia Mantuirii: poeme filosofice [littéralement:L'illusion du salut: poèmes philosophiques], Bucarest, Roumanie, Editura Estfalia, 2022 (ISBN 978-606-757-095-3)
- (ro) Sorin Cerin, Intelesul Iubirii: poeme filosofice [littéralement:Le sens de l'Amour : poèmes philosophiques], Bucarest, Roumanie, Editura Estfalia, 2022 (ISBN 978-606-757-098-4)
- (ro) Sorin Cerin, In Salbaticia Sangelui: poeme filosofice [littéralement: Dans le sauvage de sang : poèmes philosophiques], Bucarest, Roumanie, Editura Estfalia, 2022 (ISBN 978-606-757-096-0)
- (ro) Sorin Cerin, Inceput si Sfarsit: poeme filosofice [littéralement: Début et fin : poèmes philosophiques], Bucarest, Roumanie, Editura Estfalia, 2022 (ISBN 978-606-757-094-6)
- (ro) Sorin Cerin, Fiinta si Nefiinta: poeme filosofice [littéralement: Être et Non-Être: poèmes philosophiques], Bucarest, Roumanie, Editura Estfalia, 2022 (ISBN 978-606-757-093-9)
- (ro) Sorin Cerin, Existentialism: poeme filosofice [littéralement: Existentialisme : poèmes philosophiques], Bucarest, Roumanie, Editura Estfalia, 2022 (ISBN 978-606-757-092-2)
- (ro) Sorin Cerin, Calea Spre Absolut: poeme filosofice [littéralement: Le chemin vers l'absolu : poèmes philosophiques], Bucarest, Roumanie, Editura Estfalia, 2022 (ISBN 978-606-757-089-2)
- (ro) Sorin Cerin, Angoase Existentiale: poeme filosofice [littéralement: Angoisse existentielle : poèmes philosophiques], Bucarest, Roumanie, Editura Estfalia, 2022 (ISBN 978-606-757-088-5)
- (ro) Sorin Cerin, Amintirile Viitorului: poeme filosofice [littéralement: Mémoires du Futur : Poèmes philosophiques], Bucarest, Roumanie, Editura Estfalia, 2022 (ISBN 978-606-757-087-8)
- (ro) Sorin Cerin, Drame de Companie: poeme filosofice [littéralement: Drames compagnons : poèmes philosophiques], Bucarest, Roumanie, Editura Estfalia, 2022 (ISBN 978-606-757-090-8)
- (ro) Sorin Cerin, Zambetul Este Floarea Sufletului: poeme filosofice [littéralement: Le sourire est la fleur de l'âme : poèmes philosophiques], Bucarest, Roumanie, Editura Estfalia, 2022 (ISBN 978-606-757-086-1)
- (ro) Sorin Cerin, Omul Este o Soapta Mincinoasa a Creatiei: poeme filosofice [littéralement: L'homme est un murmure menteur de la création : poèmes philosophiques], Bucarest, Roumanie, Editura Estfalia, 2022 (ISBN 978-606-757-085-4)
- (ro) Sorin Cerin, Mai Singur: poeme filosofice [littéralement: Plus seul :poèmes philosophiques], Bucarest, Roumanie, Editura Estfalia, 2022 (ISBN 978-606-757-084-7)
- (ro) Sorin Cerin, Creatia Iubirii: poeme filosofice [littéralement: Création de l'Amour : poèmes philosophiques], Bucarest, Roumanie, Editura Estfalia, 2022 (ISBN 978-606-757-083-0)
- (ro) Sorin Cerin, Zilele Fara Adapost ale Absurdului: poeme filosofice [littéralement: Les jours sans-abri de l'absurde : poèmes philosophiques], Bucarest, Roumanie, Editura Estfalia, 2022 (ISBN 978-606-757-082-3)
- (ro) Sorin Cerin, Vise: poeme filosofice [littéralement: Rêves: poèmes philosophiques], Bucarest, Roumanie, Editura Estfalia, 2022 (ISBN 978-606-757-081-6)
- (ro) Sorin Cerin, Teatrul Absurd: poeme filosofice [littéralement: Le théâtre de l'absurde : poèmes philosophiques], Bucarest, Roumanie, Editura Estfalia, 2022 (ISBN 978-606-757-080-9)
- (ro) Sorin Cerin, Stelele Cazatoare ale Durerii Lumii de Apoi: poeme filosofice [littéralement: Étoiles filantes de la douleur de l'au-delà : poèmes philosophiques], Bucarest, Roumanie, Editura Estfalia, 2022 (ISBN 978-606-757-079-3)
- (ro) Sorin Cerin, Greata si Absurd: poeme filosofice [littéralement: Nausée et Absurde: poèmes philosophiques], Bucarest, Roumanie, Editura Estfalia, 2022 (ISBN 978-606-757-075-5)
- (ro) Sorin Cerin, Statuile Vivante ale Absurdului: poeme filosofice [littéralement: Statues Vivantes de l'Absurde: poèmes philosophiques], Bucarest, Roumanie, Editura Estfalia, 2022 (ISBN 978-606-757-078-6)
- (ro) Sorin Cerin, Iubire si Sacrificiu: poeme filosofice [littéralement: Amour et Sacrifice : poèmes philosophiques], Bucarest, Roumanie, Editura Estfalia, 2022 (ISBN 978-606-757-077-9)
- (ro) Sorin Cerin, In Inima Ta de Jar Iubire: poeme filosofice [littéralement: Dans ton cœur de braises Amour: poèmes philosophiques], Bucarest, Roumanie, Editura Estfalia, 2022 (ISBN 978-606-757-076-2)
- (ro) Sorin Cerin, Disperare: poeme filosofice [littéralement: Désespoir: Poèmes philosophiques], Bucarest, Roumanie, Editura Estfalia, 2022 (ISBN 978-606-757-074-8)
- (ro) Sorin Cerin, Depresiile Absurdului Carismatic: poeme filosofice [littéralement: Dépressions de l'Absurde charismatique : poèmes philosophiques], Bucarest, Roumanie, Editura Estfalia, 2022 (ISBN 978-606-757-073-1)
- (ro) Sorin Cerin, Cunoasterea Este Adevarata Imagine a Mortii: poeme filosofice [littéralement: La Connaissance Est Vraie Image de la Mort : poèmes philosophiques], Bucarest, Roumanie, Editura Estfalia, 2022 (ISBN 978-606-757-072-4)
- (ro) Sorin Cerin, Arta Absurdului Statuilor Vivante: poeme filosofice [littéralement: L'art de l'absurde de statues vivantes: poèmes philosophiques], Bucarest, Roumanie, Editura Estfalia, 2022 (ISBN 978-606-757-070-0)
- (ro) Sorin Cerin, Alienarea Absurdului: poeme filosofice [littéralement: Aliénation de l'Absurde : poèmes philosophiques], Bucarest, Roumanie, Editura Estfalia, 2022 (ISBN 978-606-757-067-0)
- (ro) Sorin Cerin, Agonia: poeme filosofice [littéralement: Agonie : poèmes philosophiques], Bucarest, Roumanie, Editura Estfalia, 2022 (ISBN 978-606-757-066-3)
- (ro) Sorin Cerin, Conditia Umana: poeme filosofice [littéralement: La Condition Humaine : poèmes philosophiques], Bucarest, Roumanie, Editura Estfalia, 2022 (ISBN 978-606-757-071-7)
- (ro) Sorin Cerin, Dumnezeul Meu: poeme filosofice [littéralement: Mon Dieu: poèmes philosophiques], Bucarest, Roumanie, Editura Estfalia, 2022 (ISBN 978-606-757-091-5)
- (ro) Sorin Cerin, O moarte a iubirii: poeme filosofice [littéralement: Une mort d'amour: poèmes philosophiques], Bucarest, Roumanie, Editura Estfalia, 2022 (ISBN 978-606-757-139-4)
- (ro) Sorin Cerin, Fara tine iubire: poeme filosofice [littéralement: Sans toi l'amour: poèmes philosophiques], Bucarest, Roumanie, Editura Estfalia, 2022 (ISBN 978-606-757-135-6)
- (ro) Sorin Cerin, Am crezut in nemarginirea iubirii: poeme filosofice [littéralement: Je croyais à l'infinité de l'amour: poèmes philosophiques], Bucarest, Roumanie, Editura Estfalia, 2022 (ISBN 978-606-757-133-2)
- (ro) Sorin Cerin, De ce plang ingerii iubirii?: poeme filosofice [littéralement: Pourquoi les anges d'amour pleurent-ils ?: poèmes philosophiques], Bucarest, Roumanie, Editura Estfalia, 2022 (ISBN 978-606-757-134-9)
- (ro) Sorin Cerin, Timpul pierdut: poeme filosofice [littéralement: Temps perdu: poèmes philosophiques], Bucarest, Roumanie, Editura Estfalia, 2022 (ISBN 978-606-757-143-1)
- (ro) Sorin Cerin, Sa dansam iubire: poeme filosofice [littéralement: Dansons mon amour: poèmes philosophiques], Bucarest, Roumanie, Editura Estfalia, 2022 (ISBN 978-606-757-140-0)
- (ro) Sorin Cerin, Sfintenia iubirii: poeme filosofice [littéralement: Le caractère sacré de l'amour: poèmes philosophiques], Bucarest, Roumanie, Editura Estfalia, 2022 (ISBN 978-606-757-141-7)
- (ro) Sorin Cerin, Te-am iubit: poeme filosofice [littéralement: je t'ai aimé: poèmes philosophiques], Bucarest, Roumanie, Editura Estfalia, 2022 (ISBN 978-606-757-142-4)
- (ro) Sorin Cerin, Nemurirea iubirii: poeme filosofice [littéralement: L'immortalité de l'amour: poèmes philosophiques], Bucarest, Roumanie, Editura Estfalia, 2022 (ISBN 978-606-757-138-7)
- (ro) Sorin Cerin, Inimi de cenusa: poeme filosofice [littéralement: Cœurs de cendre: poèmes philosophiques], Bucarest, Roumanie, Editura Estfalia, 2022 (ISBN 978-606-757-137-0)
- (ro) Sorin Cerin, In memoriam: poeme filosofice [littéralement: Dans ta mémoire: poèmes philosophiques], Bucarest, Roumanie, Editura Estfalia, 2022 (ISBN 978-606-757-136-3)
- Sorin Cerin, Le non-sens de l'existence et de l'éternité, Brest, France, Édition Stellamaris, 2 août 2021 (ISBN 978-2-36868-736-9).
- (ro) Sorin Cerin, Nonsensul existenţei: poezii de meditaţie [littéralement: Le non-sens de l'existence : poèmes de méditation], Bucarest, Roumanie, Paco, 2015 (ISBN 978-606-665-103-5)
- (ro) Sorin Cerin, Marile tăceri: poezii de meditaţie [littéralement: Les grands silences: poèmes de méditation], Bucarest, Roumanie, Paco, 2015 (ISBN 978-606-665-101-1)
- (ro) Sorin Cerin, Moarte: poezii de meditaţie [littéralement: Mort: poèmes de méditation], Bucarest, Roumanie, Paco, 2015 (ISBN 978-606-665-102-8)
- (ro) Sorin Cerin, Prin cimitirele viselor: poezii de meditaţie [littéralement: À travers les cimetières de rêves: poèmes de méditation], Bucarest, Roumanie, Paco, 2015 (ISBN 978-606-665-105-9)
- (ro) Sorin Cerin, Iluzia vieţii: poezii de meditaţie [littéralement: L'illusion de la vie : poèmes de méditation], Bucarest, Roumanie, Paco, 2015 (ISBN 978-606-665-100-4).
- (ro) Sorin Cerin, Liberul arbitru: poezii de meditaţie [littéralement: Libre arbitre: poèmes de méditation], Bucarest, Roumanie, Paco, 2015 (ISBN 978-606-665-107-3)
- (ro) Sorin Cerin, Fericire: poezii de meditaţie [littéralement: Bonheur : poèmes de méditation], Bucarest, Roumanie, eLiteratura, 2015 (ISBN 978-606-700-748-0).
- (ro) Sorin Cerin, Suntem o hologramă: poezii de meditaţie [littéralement: Nous sommes un hologramme : poèmes de méditation], Bucarest, Roumanie, eLiteratura, 2015 (ISBN 978-606-700-752-7).
- (ro) Sorin Cerin, Zile de carton: poezii de meditaţie [littéralement: Jours de carton : poèmes de méditation], Bucarest, Roumanie, eLiteratura, 2015 (ISBN 978-606-700-754-1)
- (ro) Sorin Cerin, O clipă de eternitate: poezii de meditaţie [littéralement: Un moment d'éternité : poèmes de méditation], Bucarest, Roumanie, eLiteratura, 2015 (ISBN 978-606-700-750-3)
- (ro) Sorin Cerin, A fi poet: poezii de meditaţie [littéralement: Être poète : poèmes de méditation], Bucarest, Roumanie, eLiteratura, 2015 (ISBN 978-606-700-746-6)
- (ro) Sorin Cerin, Ploi de foc: poezii de meditatie [littéralement: Pluies de feu: poèmes de méditation], Bucarest, Roumanie, Paco, 2015 (ISBN 978-606-665-104-2)
- (ro) Sorin Cerin, Îngeri şi nemurire: poeme [littéralement : Anges et immortalité: poèmes], Bucarest, Roumanie, Paco, 2014 (ISBN 978-606-665-070-0)
- (ro) Sorin Cerin, Facerea lumii [littéralement: La fabrication du monde: poèmes], Bucarest, Roumanie, Paco, 2013 (ISBN 978-606-665-038-0).
- (ro) Sorin Cerin, Adresa unei cești de cafea [littéralement: Adresse d'une tasse de café: poèmes], Bucarest, Roumanie, Paco, 2013 (ISBN 978-606-665-062-5)
- (ro) Sorin Cerin, Alegerea Mantuitorului: poeme [littéralement: Le Choix du Sauveur: poèmes], Bucarest, Roumanie, Paco, 2013 (ISBN 978-606-665-026-7)
- (ro) Sorin Cerin, Cuvantul lui Dumnezeu: poeme [littéralement: La Parole de Dieu: poèmes], Bucarest, Roumanie, Paco, 2013 (ISBN 978-606-665-028-1)
- (ro) Sorin Cerin, Politice: poeme [littéralement: Politique: poèmes], Bucarest, Roumanie, Paco, 2013 (ISBN 978-606-665-039-7)
- (ro) Sorin Cerin, Inima de piatra amara: poeme [littéralement: Cœur de pierre amère : poèmes], Bucarest, Roumanie, Paco, 2012 (ISBN 978-606-665-019-9)
- (ro) Sorin Cerin, Umbrele inimilor: poeme de dragoste [littéralement: Ombres de cœurs : poèmes d'amour], Bucarest, Roumanie, Paco, 2012 (ISBN 978-606-8006-97-0)
- (ro) Sorin Cerin, Parfum de eternitate: poeme de dragoste [littéralement: Parfum d'éternité : poèmes d'amour], Bucarest, Roumanie, Paco, 2012 (ISBN 978-606-8006-96-3)
- (ro) Sorin Cerin, Memento mori: poeme de dragoste [littéralement: Memento mori: poèmes d'amour], Bucarest, Roumanie, Paco, 2012 (ISBN 978-606-8006-99-4)
- (ro) Sorin Cerin, Legendele sufletului: poeme [littéralement: Légendes de l'âme: poèmes], Bucarest, Roumanie, Paco, 2012 (ISBN 978-606-665-020-5)
- (ro) Sorin Cerin, Adevar, amintire, iubire: poeme de dragoste [littéralement: Vérité, mémoire, amour: poèmes d'amour], Bucarest, Roumanie, Paco, 2012 (ISBN 978-606-8006-98-7)
- (ro) Sorin Cerin, Eram marile noastre iubiri:poeme [littéralement: Nous étions nos grands amours: poèmes], Bucarest, Roumanie, Paco, 2012 (ISBN 978-606-665-018-2)

### Livres de sagesse
- Sorin Cerin, Collection de Sagesse Volume1 Aphorismes philosophiques 1 - 6203, Brasov, Roumanie, Etnous, 2013 (ISBN 978-630-313-050-7).
- (ro) Sorin Cerin, Culegere de înţelepciune : 16777 aforisme filosofice - Opere complete-Editia 2022- Editie de referinţă pentru uz didactic [littéralement: Collection de Sagesse: 16777 aphorismes philosophiques - Œuvres complètes - Édition 2022 - Édition de référence à usage didactique], Bucarest, Roumanie, Editura Estfalia, 2022 (ISBN 978-606-757-130-1)
- Сорин Чeрин, Антология на мъдростта: Афоризми (откъси) / [littéralement: Anthologie de la Sagesse : Aphorismes (Extraits)], Varna, Bulgarie, Светът на книгите,,‎ 2020 (ISBN 978-619-7449-55-6)
- (ro) Sorin Cerin, Dumnezeu si destin: aforisme [littéralement: Dieu et destin: aphorismes], Bucarest, Roumanie, Paco, 2014 (ISBN 978-606-665-069-4)
- (ro) Sorin Cerin, Cugetări esenţiale: aforisme [littéralement:Réflexions essentielles: aphorismes], Bucarest, Roumanie, Paco, 2013 (ISBN 978-606-665-027-4).
- (ro) Sorin Cerin, Ratacire: aforisme [littéralement : Errant: aphorismes], Bucarest, Roumanie, Paco, 2013 (ISBN 978-606-665-057-1)
- (ro) Sorin Cerin, Libertate: aforisme [littéralement : Liberté: aphorismes], Bucarest, Roumanie, Paco, 2013 (ISBN 978-606-665-040-3)
- (ro) Sorin Cerin, Culegere de înţelepciune: aforisme [littéralement : Collection de sagesse: aphorismes], Bucarest, Roumanie, Editura Eminescu, 2009 (ISBN 978-973-22-1086-4)
- (ro) Sorin Cerin, Invata sa mori: aforisme [littéralement : Apprendre à mourir: aphorismes], Bucarest, Roumanie, Paco, 2009 (ISBN 978-606-8006-14-7)
- (ro) Sorin Cerin, Nemurire: aforisme [littéralement : Immortalité: aphorismes], Bucarest, Roumanie, Paco, 2009 (ISBN 978-606-8006-04-8)
- (ro) Sorin Cerin, Revelații: aforisme [littéralement : Révélations: aphorismes], Bucarest, Roumanie, Paco, 2008 (ISBN 978-606-8006-02-4)

### Livres philosophiques
- Sorin Cerin, Amour - la philosophie de l'amour, Brasov, Roumanie, Etnous, 2023 (ISBN 978-630-313-048-4).
- (ro) Sorin Cerin, Coaxialismul: ediţia finală de referinţă-editie de referinţă pentru uz didactic[littéralement:Coaxialisme: l'édition de référence finale - édition de référence à usage didactique], Bucarest, Roumanie, Editura Estfalia, 2022 (ISBN 978-606-757-131-8)
- (ro) Sorin Cerin, Coaxialismul: coaxiologie, numerologie, neoontologie si neognoseologie [littéralement:Coaxialisme:coaxiologie,numérologie,néoontologie et néognosologie], Bucarest, Roumanie, Paco, 2007 (ISBN 978-973-8314-66-5)
- (ro) Sorin Cerin, Logica coaxiologica [littéralement: Logique coaxiologique], Bucarest, Roumanie, Paco, 2007 (ISBN 978-973-8314-79-5).
- (ro) Sorin Cerin, Starea de conceptiune in coaxiologia fenomenologica [littéralement: État de la conception en coaxiologie phénoménologique], Bucarest, Roumanie, Paco, 2007 (ISBN 978-973-8314-76-4).
- (ro) Sorin Cerin, Antichrist, fiinta si iubire [littéralement: Antéchrist, être et aimer], Bucarest, Roumanie, Paco, 2007 (ISBN 978-973-8314-77-1)
- (ro) Sorin Cerin, Moarte, neant, aneant, viata si Bilderberg Group [littéralement : La mort, le néant, l'anéant, la vie et le groupe Bilderberg], Bucarest, Roumanie, PACO, 2007 (ISBN 978-973-8314-74-0)

## Prix et honneurs
- 2023, Prix de poésie Jacques Prévert, attribué par Société des poètes français - Paris, France, pour le recueil de poèmes ; Âme[46],[16],[47] ,[15].
- 2022, Diplôme d’ouvrage remarqué pour ouvrage philosophique de qualité présenté en français attribué par Société des poètes français - Paris, France, pour le recueil de poèmes : Sur les Épaules de la Mort[44],[18] .
- 2021, Prix Mompezat de la Fondation de la Société des poètes français - Paris, France, pour le recueil de poèmes : Le non-sens de l'existence et de l'éternité[42],[2].